# 孟冰 (1973年)
孟冰（1973年9月—），中华人民共和国政治人物，毕业后进入辽宁省公安厅工作，历任治安总队政委、治安总队总队长，厅党委委员、指挥中心主任（副厅级），辽宁省法学会党组书记、专职副会长。2022年6月，孟冰被调查。

## 生平
孟冰毕业后进入辽宁省公安厅工作，39岁即升任治安总队总队长（副厅级）。同时，孟冰还担任过葫芦岛市人民政府副市长、市公安局局长。2018年10月。主政中共辽宁省委政法委副书记兼省政府信访局局长。2019年，升任省委政法委常务副书记，2021年5月，孟冰履新省法学会。
2022年6月份被查。同年9月1日，遭到开除党籍、开除公职处分。